# Elecciones al Parlamento Vasco de 2016
Las elecciones al Parlamento Vasco de 2016, que dieron paso a la xi legislatura, se celebraron el domingo 25 de septiembre de 2016. Ese mismo día también se celebraron las elecciones al Parlamento de Galicia. Fueron llamados a las urnas un total de 1 778 776 ciudadanos, de los cuales 68 878 son residentes en el extranjero.

## Elección de la fecha
Según la legislación, las elecciones no podían celebrarse más tarde del 20 de noviembre de 2016.
Tras meses de incertidumbre, en los que se barajaba la segunda mitad de octubre para la celebración de los comicios, el 29 de julio de 2016, el lendakari Iñigo Urkullu anunció en una comparecencia desde el palacio de Ajuria Enea que las elecciones se adelantarían al domingo 25 de septiembre. Durante dicha comparecencia el mandatario declaró que la fijación de dicha fecha se fundamentaba en tres razones: el cumplimiento del programa de gobierno, la culminación de la actividad del parlamento y la inestabilidad e incertidumbre política en España que podía derivar en una tercera convocatoria electoral consecutiva.

## Antecedentes

### Elecciones al Parlamento Vasco de 2012
El entonces lendakari, Patxi López, convocó para el día 21 de octubre de 2012 las elecciones al Parlamento Vasco, las cuales deberían haberse celebrado durante la primavera de 2013. En ellas resultó vencedor el Partido Nacionalista Vasco tras obtener 27 escaños, seguido por EH Bildu, con 21; el PSE-EE, con 16; el PP, con 10; y UPyD, que mantuvo su único parlamentario por Álava. El 13 de diciembre el Parlamento Vasco designó como lendakari, en segunda vuelta y gracias a los 27 votos del PNV, a Iñigo Urkullu, quien juró su cargo en la Casa de Juntas de Guernica dos días después.

### Nuevos partidos
Las elecciones al Parlamento Vasco de 2016 fueron el final de un largo ciclo electoral que comenzó en las elecciones europeas de 2014. Dichas elecciones se habían caracterizado por el surgimiento de nuevas fuerzas políticas; entre las que destacaron Podemos y Ciudadanos. Para estas fuerzas estas elecciones era la primera ocasión en presentarse a los comicios vascos, por lo que acapararon buena parte de la atención mediática sobre su entrada o no en el Parlamento Vasco. En particular, buena parte del interés se centraba en si la coalición Elkarrekin Podemos repetiría como fuerza más votada en el País Vasco, como así había sucedido en las elecciones generales de 2016.

### Excarcelación y candidatura de Arnaldo Otegi
El 1 de marzo de 2016 el secretario general de Sortu Arnaldo Otegi abandonó la prisión de Logroño tras cumplir íntegramente la pena de reclusión impuesta por el Tribunal Supremo en el caso Bateragune. Además de la pena de prisión, Otegi fue condenado a la inhabilitación para ejercer cualquier cargo público hasta el año 2021. Aun así, el 24 de mayo, la coalición EH Bildu lo proclamó como su candidato a lehendakari, amparándose en que la sentencia no especificaba a qué cargos concretos afectaba su inhabilitación. Tras la convocatoria oficial de las elecciones para el 25 de septiembre, los distintos partidos comenzaron a manifestar sus opiniones al respecto.
El Partido Nacionalista Vasco y Podemos-Ahal Dugu anunciaron que no impugnarían la candidatura ya que creían que debían ser los ciudadanos los que decidieran si Otegi merecía ser elegido o no; el Partido Socialista de Euskadi, por su parte, manifestó que tampoco la impugnaría ya que, según la formación, la decisión la tenía que tomar la justicia; mientras que el Partido Popular, Ciudadanos y Unión Progreso y Democracia anunciaron que tras la publicación de las listas electorales acudirían a la fiscalía para impugnar la candidatura.
El 24 de agosto la Junta Electoral Provincial de Guipúzcoa determinó que Otegi no podía ser candidato en las listas de EH Bildu por estar inhabilitado para sufragio pasivo como parte de su condena. La periodista Maddalen Iriarte, que ocupaba el segundo puesto, pasó a encabezar la lista de Guipúzcoa, tal como establece el artículo 65.2 de la Ley Electoral del País Vasco.

### Interinidad política española
Las elecciones al Parlamento Vasco de 2016 se produjeron en un momento de interinidad política en España, con un gobierno en funciones desde hacía prácticamente un año. En este contexto, y en la búsqueda de la conformación de mayorías de gobierno, los discursos de las fuerzas políticas giraron en buena medida alrededor de esta cuestión. Tras este periodo de bloqueo institucional, se pensó que las elecciones al Parlamento Vasco ayudarían a buscar una salida, sobre todo si eran necesarios pactos de gobierno con las principales fuerzas estatales. Así por ejemplo, se dio bastante importancia al hecho de que el próximo Gobierno Vasco necesitase del apoyo del PP vasco, esperando que eso facilitase un entendimiento con el PNV en el Congreso de los Diputados que sumase en la investidura de Mariano Rajoy.

## Calendario
| Fecha                  | Evento |
| ---------------------- | --- |
| 2 de agosto            | Publicación en el Boletín Oficial del País Vasco del decreto de disolución del Parlamento Vasco y de convocatoria de elecciones. |
| Del 17 al 22 de agosto | Presentación de candidaturas. |
| 29 de agosto           | Proclamación de candidaturas. |
| 9 de septiembre        | Inicio de la campaña electoral a las 0:00 horas.                                                                                 |
| 23 de septiembre       | Finalización de la campaña electoral a las 24:00 horas.                                                                          |
| 24 de septiembre       | Jornada de reflexión. |
| 25 de septiembre       | Jornada electoral. |
| 21 de octubre          | Constitución del Parlamento Vasco.                                                                                               |

## Candidaturas
El Estatuto de Guernica establece en su artículo 26 que la circunscripción electoral será el territorio histórico y fija un número igual de representantes por circunscripción. La actual ley electoral en vigor, establece en 25 el número de parlamentarios por circunscripción y que las candidaturas deben obtener un mínimo de 3% de votos válidos para optar al reparto de representantes.
El 22 de agosto UPyD anunció que no se presentaría a las elecciones, renunciando así a que Gorka Maneiro revalidara su escaño en el Parlamento.

### Por circunscripciones
En la primera columna de la siguiente tabla, se han ordenado los partidos según el número de escaños obtenidos por cada circunscripción. En la segunda columna, los partidos sin representación están ordenados según el número de votos obtenidos. Se muestran los cabezas de lista en cada circunscripción, resaltados en negrita los candidatos a lehendakari:
| Territorio Histórico | Candidaturas con representación | Otras candidaturas |
| -------------------- | --- | --- |
| Álava                | - EAJ-PNV: Iñigo Urkullu - PP: Alfonso Alonso - EH Bildu: Miren Larrion - Elkarrekin Podemos: Cristina Macazaga - PSE-EE (PSOE): Natalia Rojo | - Ciudadanos (Cs): Nicolás de Miguel - Partido Animalista (PACMA): Iker Agirre - Ganemos Euskadi: Israel Mateos - Vox: Santiago Abascal Escuza - Recortes Cero-Grupo Verde: Diana Plaza - Escaños en Blanco: Félix García - Ongi Etorri: Fátima Abouzaid |
| Guipúzcoa            | - EAJ-PNV: Joseba Egibar - EH Bildu: Maddalen Iriarte - Elkarrekin Podemos: Pili Zabala - PSE-EE (PSOE): Susana Corcuera - PP: Borja Sémper   | - Ciudadanos (Cs): Iñigo Calderón - Partido Animalista (PACMA): Itziar Gavilán - Ganemos Euskadi: Janire Zubizarreta - Recortes Cero-Grupo Verde: Jordi Martínez - Partido Familia y Vida: Eulogio Gaderazabal - Libertad Navarra: Ibon Arrieta |
| Vizcaya              | - EAJ-PNV: Josu Erkoreka - EH Bildu: Jasone Agirre - Elkarrekin Podemos: Lander Martínez - PSE-EE (PSOE): Idoia Mendia - PP: Antón Damborenea | - Ciudadanos (Cs): David Pasarín-Gegunde - Partido Animalista (PACMA): Goizane Rodríguez - Ganemos Euskadi: Aitor Ibarra - Recortes Cero-Grupo Verde: Ruth Hernández - Partido Familia y Vida: Urko Azumendi - Escaños en Blanco: Vicente Barrero - Euskal Komunistak (EK-PCPE): Ángel Comonte - Partido Humanista: José Manuel Vázquez - Ongi Etorri: Jesús María González |

## Campaña electoral
La campaña electoral comenzó a las 0:00 horas del viernes 9 de septiembre. El Partido Nacionalista Vasco la arrancó con un mitin en la Plaza de la Virgen Blanca de Vitoria en la que estuvieron presentes tanto el candidato a lehendakari Iñigo Urkullu como el presidente del partido Andoni Ortuzar; EH Bildu por su parte, escogió el Arenal de Bilbao para dar un mitin en el que intervinieron tanto el inhabilitado Arnaldo Otegi como las tres cabezas de lista de la formación abertzale; el Partido Socialista de Euskadi también arrancó la campaña en Bilbao, en este caso con un paseo por la ría; el Partido Popular la inició en el Real Club de Tenis de San Sebastián; finalmente, tanto la coalición Elkarrekin Podemos como Ciudadanos escogieron Vitoria para dar arranque a sus respectivas campañas, el primero de ellos en la Plaza Burullería y el segundo en el Patio de Cristal del Hotel Jardines de Uleta.
A las 24:00 horas del viernes 23 de septiembre finalizó la campaña electoral. El PNV y EH Bildu eligieron la ciudad de Bilbao para dar sus últimos mítines, el primero en el Arenal y la coalición abertzale en la calle Urdaneta; el PSE-EE, PP y Ciudadanos optaron por Vitoria, que celebraron sus actos en el Barrio de Sansomendi, el Palacio de Congresos Europa y el Hotel Silken respectivamente; por su parte, la coalición Elkarrekin Podemos se decantó por la localidad de Zarauz.

### Lemas de campaña
- PNV: Eraiki Euskadi. Mira al futuro (‘Construye Euskadi. Mira al futuro’)[20]
- EH Bildu: Hemen eta orain. Denon herria — Aquí y ahora. Un país compartido[20]
- PSE-EE: Juntos — Batera[20]
- PP: Alonso, la voz que nos une — Alonso, elkartzen gaituen ahotsa[20]
- Elkarrekin Podemos: Por Euskadi. Jendearekin (‘Por Euskadi. Con la gente’)[20]
- Cs: Europeos del Sur, españoles del Norte, vascos de centro[20]

### Debates electorales
Las elecciones de 2016 incluyeron un alto número de debates electorales en diversos medios de comunicación vascos:
La Cadena Ser organizó un debate el 8 de septiembre, conducido por Pepa Bueno, en el que participaron Josu Erkoreka (PNV), Iker Casanova (EH Bildu), Idoia Mendia (PSE-EE-PSOE), Alfonso Alonso (PP) y Pili Zabala (Elkarrekin Podemos).
La televisión pública vasca organizó dos debates durante la campaña electoral, entre los cinco partidos mayoritarios:
- En euskera, en ETB 1, el 13 de septiembre, conducido por Xabier Usabiaga,[23] con la participación de Iñigo Urkullu (PNV), Maddalen Iriarte (EH Bildu), Idoia Mendia (PSE-EE-PSOE), Laura Garrido (PP) y Pili Zabala (Elkarrekin Podemos).

- En castellano, en ETB 2, el 15 de septiembre, conducido por Xabier García Ramsden,[24] con la participación de Iñigo Urkullu (PNV), Miren Larrion (EH Bildu), Idoia Mendia (PSE-EE-PSOE), Alfonso Alonso (PP) y Pili Zabala (Elkarrekin Podemos).

La empresa Vocento también organizó dos debates en sus periódicos de tirada regional en el País Vasco:
- En El Correo, el día 9, entre candidatos por Álava y Vizcaya,[25] participaron Josu Erkoreka (cabeza de lista por Vizcaya del PNV), Miren Larrion (cabeza de lista por Álava de EH Bildu), Idoia Mendia (cabeza de lista por Vizcaya del PSE-EE-PSOE), Antón Damborenea (cabeza de lista por Vizcaya del PP), Lander Martínez (cabeza de lista por Vizcaya de Elkarrekin Podemos) y Nicolás de Miguel (cabeza de lista por Álava de Ciudadanos).

- En El Diario Vasco, el día 21, entre candidatos por Guipúzcoa,[26] participaron Joseba Egibar (cabeza de lista del PNV), Maddalen Iriarte (cabeza de lista de EH Bildu), Susana Corcuera (cabeza de lista del PSE-EE-PSOE), Borja Sémper (cabeza de lista del PP) y Julen Bollain (número 2 de Elkarrekin Podemos) .

## Encuestas

### Votos
Los resultados de las encuestas están ordenados en la tabla subsiguiente en orden cronológico inverso, mostrándose en primer lugar las más recientes. El porcentaje más alto de cada encuesta se muestra en negrita, y el fondo de su celda está sombreado con el color del partido en cuestión. Si hubiere un empate, no se sombreará ninguna de las celdas. La columna 'Ventaja' muestra la diferencia de porcentajes entre los dos partidos con las cifras más altas de cada encuesta. En la columna 'Fecha' se indican los días en los que tuvo lugar el trabajo de campo de la propia encuesta. Sin embargo, si ese dato no se conoce, se dará, en su lugar, el día de su publicación.
| Fuente | Fecha                           |      |      |      |      |     |     |      |      |     | Otros | Ventaja |
| --- | ------------------------------- | ---- | ---- | ---- | ---- | --- | --- | ---- | ---- | --- | ----- | ------- |
| Fuente | Fecha                           | 2016 |      |      |      |     |     |      |      |     | Otros | Ventaja |
| Gizaker / EiTB Muestra: 2400 / Margen de error: ±2,0%                                                                               | 23–25 de septiembre             | 36,5 | 20,7 | 11,1 | 9,7  | —   | —   | —    | 17,9 | 2,2 | —     | 15,8    |
| Celeste-Tel / El Diario Muestra: 1200 / Margen de error: ±3%                                                                        | 12–16 de septiembre             | 37,3 | 20,4 | 11,9 | 8,4  | —   | —   | —    | 18,3 | 2,0 | 1,6   | 16,9    |
| Gizaker / EiTB Muestra: 1200 / Margen de error: ±2,83%                                                                              | 14–15 de septiembre             | 37,2 | 21,0 | 11,0 | 9,7  | —   | —   | —    | 17,8 | 2,3 | —     | 16,2    |
| GAD3 / ABC Muestra: 801 / Margen de error: ±3,5%                                                                                    | 14–15 de septiembre             | 38,5 | 19,7 | 10,8 | 9,2  | —   | —   | —    | 17,8 | —   | 4,0   | 18,8    |
| Metroscopia / El País Muestra: 2100 / Margen de error: ±2,2%                                                                        | 13–15 de septiembre             | 36,3 | 19,2 | 12,1 | 8,8  | —   | —   | —    | 17,9 | 2,0 | —     | 17,1    |
| Sigma Dos / El Mundo Muestra: 1200 / Margen de error: ±3,22%                                                                        | 12–15 de septiembre             | 35,1 | 21,1 | 12,5 | 9,5  | —   | —   | —    | 16,9 | 2,1 | 2,8   | 14,0    |
| NC Report / La Razón Muestra: 1000 / Margen de error: ±3,16%                                                                        | 6–14 de septiembre              | 36,2 | 21,0 | 11,4 | 9,1  | —   | —   | —    | 18,8 | —   | —     | 15,2    |
| Ikerfel / Vocento Muestra: 2700 / Margen de error: ±1,9%                                                                            | 8–11 de septiembre              | 36,7 | 18,9 | 12,9 | 8,8  | —   | —   | —    | 19,3 | 2,2 | —     | 17,4    |
| Gabinete de Prospección Sociológica Muestra: 2576 / Margen de error: ±1,9%                                                          | 1–8 de septiembre               | 33,5 | 21,3 | 11,7 | 9,2  | —   | —   | —    | 19,3 | 2,2 | 2,8   | 12,2    |
| Gizaker / EiTB Muestra: 1200 / Margen de error: ±2,83%                                                                              | 5–6 de septiembre               | 36,2 | 20,7 | 10,7 | 10,3 | —   | —   | —    | 18,2 | 2,7 | —     | 15,5    |
| CIS Muestra: 3000 / Margen de error: ±1,8%                                                                                          | 27 de agosto – 2 de septiembre  | 37,9 | 20,2 | 10,8 | 8,8  | —   | —   | —    | 18,9 | 1,8 | 1,1   | 17,7    |
| Elecciones a Cortes Generales | 26 de junio                     | 24,9 | 13,3 | 14,2 | 12,8 | 0,1 | —   | —    | 29,0 | 3,5 | 1,3   | 4,1     |
| Gizaker / EiTB Muestra: 1200 / Margen de error: ±2,83%                                                                              | 8–9 de junio                    | 37,2 | 21,3 | 10,7 | 9,1  | 0,4 | —   | —    | 18,2 | 2,7 | —     | 15,9    |
| Gabinete de Prospección Sociológica Muestra: 2310 / Margen de error: ±2%                                                            | 23 de mayo – 2 de junio         | 31,8 | 21,0 | 12,3 | 8,7  | 0,2 | 3,0 | 17,8 | —    | 2,2 | 3,0   | 10,8    |
| Gizaker / EiTB Muestra: 1200 / Margen de error: ±2,8%                                                                               | 11–12 de mayo                   | 35,5 | 20,2 | 11,0 | 9,2  | 0,2 | —   | —    | 19,4 | 3,0 | —     | 15,3    |
| Gizaker / EiTB Muestra: 1200 / Margen de error: ±2,8%                                                                               | 13–14 de abril                  | 35,3 | 19,0 | 12,1 | 8,8  | 0,2 | 2,4 | 19,1 | —    | 2,3 | —     | 16,2    |
| Gabinete de Prospección Sociológica Muestra: 2310 / Margen de error: ±2,1%                                                          | 25 de enero – 2 de febrero      | 31,3 | 19,1 | 12,0 | 8,8  | 0,2 | 2,5 | 20,5 | —    | 3,3 | —     | 10,8    |
| Universidad del País Vasco Muestra: 600 / Margen de error: ±4,08%                                                                   | 19–31 de enero                  | 29,3 | 16,3 | 12,2 | 9,4  | —   | —   | 25,2 | —    | 3,6 | 4,0   | 4,1     |
| Redondo & Asociados | 16 de enero                     | 30,0 | 19,0 | 12,8 | 8,3  | —   | 3,0 | 25,0 | —    | —   | —     | 5,0     |
| 2015 |                                 |      |      |      |      |     |     |      |      |     |       |         |
| Elecciones a Cortes Generales | 20 de diciembre                 | 24,8 | 15,0 | 13,3 | 11,6 | 0,3 | 2,9 | 26,0 | —    | 4,1 | 1,2   | 1,2     |
| Universidad del País Vasco Muestra: 600 / Margen de error: ±4,08%                                                                   | 29 de mayo – 15 de junio        | 33,5 | 23,1 | 14,5 | 8,1  | 1,7 | —   | 15,1 | —    | —   | 5,7   | 10,4    |
| Elecciones a las Juntas Generales (enlace roto disponible en Internet Archive; véase el historial, la primera versión y la última). | 24 de mayo                      | 33,3 | 22,4 | 13,6 | 9,3  | 0,5 | 2,7 | 13,7 | —    | 2,1 | 2,4   | 10,9    |
| 2014 |                                 |      |      |      |      |     |     |      |      |     |       |         |
| Universidad del País Vasco Muestra: 600 / Margen de error: ±4,08%                                                                   | 27 de octubre – 14 de noviembre | 30,5 | 19,7 | 12,8 | 8,1  | 2,2 | 3,2 | 25,6 | —    | —   | 2,0   | 4,9     |
| Elecciones al Parlamento Europeo | 25 de mayo de 2014              | 27,5 | 23,4 | 13,8 | 10,2 | 3,3 | 5,6 | 6,9  | —    | 0,8 | 8,5   | 4,1     |
| Universidad del País Vasco Muestra: 600 / Margen de error: ±4,08%                                                                   | 30 de abril – 19 de mayo        | 34,2 | 23,9 | 16,5 | 8,1  | 2,2 | 6,4 | 4,8  | —    | —   | 3,9   | 10,3    |
| 2013 |                                 |      |      |      |      |     |     |      |      |     |       |         |
| Universidad del País Vasco Muestra: 1200 / Margen de error: ±2,82%                                                                  | 24 de octubre – 15 de noviembre | 34,9 | 25,9 | 15,5 | 9,6  | 2,2 | 4,4 | —    | —    | —   | 7,5   | 9,0     |
| Gabinete de Prospección Sociológica Muestra: 2289 / Margen de error: ±2,1%                                                          | 8–11 de octubre                 | 34,7 | 24,1 | 17,7 | 10,8 | 2,3 | 3,1 | —    | —    | —   | 7,3   | 10,6    |
| Universidad del País Vasco Muestra: 1200 / Margen de error: ±2,82%                                                                  | 7–27 de mayo                    | 34,0 | 24,0 | 18,0 | 10,0 | 3,0 | 4,0 | —    | —    | —   | 7,0   | 10,0    |
| Gabinete de Prospección Sociológica Muestra: 2277 / Margen de error: ±2,1%                                                          | 22–27 de abril                  | 34,9 | 24,2 | 17,8 | 10,0 | 2,5 | 3,1 | —    | —    | —   | 7,5   | 10,7    |
| 2012 |                                 |      |      |      |      |     |     |      |      |     |       |         |
| Elecciones al Parlamento Vasco | 21 de octubre                   | 34,2 | 24,7 | 18,9 | 11,6 | 1,9 | 2,7 | —    | —    | —   | 4,7   | 9,5     |

### Escaños
En la tabla siguiente se muestran las proyecciones de escaños proporcionadas por las encuestas. El número de escaños más alto de cada encuesta se muestra en negrita, y el fondo de su celda está sombreado con el color del partido en cuestión. Si hubiere un empate, no se sombreará ninguna de las celdas. Las cifras entre paréntesis indican las proyecciones de escaños si las elecciones hubieran sido al Parlamento Vasco. Se necesitan 38 escaños para obtener mayoría absoluta en el Parlamento Vasco.
| Fuente | Fecha                           |       |       |       |      |     |     |       |       |     |
| --- | ------------------------------- | ----- | ----- | ----- | ---- | --- | --- | ----- | ----- | --- |
| Fuente | Fecha                           | 2016  |       |       |      |     |     |       |       |     |
| Gizaker / EiTB | 23–25 de septiembre             | 27-30 | 16-18 | 8-10  | 7-8  | —   | —   | —     | 13-15 | 0-1 |
| Juan José Domínguez | 19 de septiembre                | 23-24 | 16-17 | 10-11 | 8-9  | —   | —   | —     | 14-15 | 0-1 |
| Celeste-Tel / El Diario | 12–16 de septiembre             | 29    | 15    | 9     | 7    | —   | —   | —     | 15    | 0   |
| Gizaker / EiTB | 14–15 de septiembre             | 27-29 | 17    | 8-9   | 7-8  | —   | —   | —     | 13-14 | 0-1 |
| GAD3 / ABC | 14–15 de septiembre             | 28-29 | 15-16 | 8-9   | 8-9  | —   | —   | —     | 14-15 | 0   |
| Metroscopia / El País | 13–15 de septiembre             | 27-29 | 16-17 | 8     | 6-7  | —   | —   | —     | 14-16 | 1   |
| Sigma Dos / El Mundo | 12–15 de septiembre             | 26-28 | 17-18 | 9     | 7-9  | —   | —   | —     | 13-14 | 0   |
| Juan José Domínguez | 14 de septiembre                | 23-24 | 14-15 | 10-11 | 7    | —   | —   | —     | 17-18 | 1   |
| NC Report / La Razón | 6–14 de septiembre              | 27    | 16    | 9     | 8    | —   | —   | —     | 15    | 0   |
| Ikerfel / Vocento | 8–11 de septiembre              | 28    | 14-15 | 9-10  | 8    | —   | —   | —     | 15-16 | 0   |
| Gabinete de Prospección Sociológica                                                                                                 | 1–8 de septiembre               | 26    | 17    | 9     | 8    | —   | —   | —     | 15    | 0   |
| Gizaker / EiTB | 5–6 de septiembre               | 27    | 17    | 8     | 8    | —   | —   | —     | 14    | 1   |
| CIS | 27 de agosto – 2 de septiembre  | 27-28 | 16    | 8     | 8    | —   | —   | —     | 15-16 | 0   |
| Elecciones a Cortes Generales | 26 de junio                     | (18)  | (10)  | (11)  | (10) | (0) | —   | —     | (25)  | (1) |
| Gizaker / EiTB | 8–9 de junio                    | 27    | 17    | 8     | 8    | 0   | —   | —     | 14    | 1   |
| Gabinete de Prospección Sociológica (Con y sin coalición IU+Podemos)                                                                | 23 de mayo – 2 de junio         | 24    | 17    | 9     | 7    | 0   | —   | —     | 17    | 1   |
| Gabinete de Prospección Sociológica (Con y sin coalición IU+Podemos)                                                                | 23 de mayo – 2 de junio         | 24    | 18    | 10    | 8    | 0   | 0   | 14    | —     | 1   |
| Gizaker / EiTB | 11–12 de mayo                   | 27    | 16    | 9     | 7    | 0   | —   | —     | 15    | 1   |
| Gizaker / EiTB | 13–14 de abril                  | 27    | 15    | 10    | 7    | 0   | 0   | 15    | —     | 1   |
| Gabinete de Prospección Sociológica                                                                                                 | 25 de enero – 2 de febrero      | 24    | 15    | 9     | 8    | 0   | 0   | 18    | —     | 1   |
| Universidad del País Vasco | 19–31 de enero                  | 22-23 | 13    | 9     | 8-9  | 0   | 0   | 19-21 | —     | 1-3 |
| Redondo & Asociados | 16 de enero                     | 22-23 | 13-14 | 10    | 6    | 0   | 0-1 | 21-22 | —     | 0   |
| 2015 |                                 |       |       |       |      |     |     |       |       |     |
| Elecciones a Cortes Generales | 20 de diciembre                 | (18)  | (12)  | (10)  | (10) | (0) | (1) | (21)  | —     | (3) |
| Universidad del País Vasco | 29 de mayo – 15 de junio        | 25-26 | 18-19 | 10-11 | 7-8  | 0   | 0   | 11-12 | —     | 0   |
| Elecciones a las Juntas Generales (enlace roto disponible en Internet Archive; véase el historial, la primera versión y la última). | 24 de mayo                      | (26)  | (18)  | (10)  | (9)  | (0) | (1) | (11)  | —     | (0) |
| 2014 |                                 |       |       |       |      |     |     |       |       |     |
| Universidad del País Vasco | 27 de octubre – 14 de noviembre | 22-23 | 13-14 | 10    | 6    | 0-1 | 0-1 | 21-22 | —     | 0   |
| Elecciones al Parlamento Europeo | 25 de mayo                      | (21)  | (21)  | (12)  | (10) | (1) | (4) | (6)   | —     | (0) |
| Universidad del País Vasco | 30 de abril – 19 de mayo        | 29    | 22    | 12    | 7    | 1   | 3   | 1     | —     | 0   |
| 2013 |                                 |       |       |       |      |     |     |       |       |     |
| Universidad del País Vasco | 24 de octubre – 15 de noviembre | 28-29 | 22-23 | 12-14 | 8-9  | 1   | 2   | —     | —     | 0   |
| Gabinete de Prospección Sociológica                                                                                                 | 8–11 de octubre                 | 27    | 21    | 15    | 10   | 1   | 1   | —     | —     | 0   |
| Universidad del País Vasco | 7–27 de mayo                    | 27-28 | 20-22 | 14    | 9-10 | 1   | 2   | —     | —     | 0   |
| Gabinete de Prospección Sociológica                                                                                                 | 22–27 de abril                  | 27    | 21    | 15    | 10   | 1   | 1   | —     | —     | 0   |
| 2012 |                                 |       |       |       |      |     |     |       |       |     |
| Elecciones al Parlamento Vasco | 21 de octubre                   | 27    | 21    | 16    | 10   | 1   | 0   | —     | —     | —   |

## Jornada electoral

### Participación
|  | 15,40 % |

|  | 14,77 % |

|  | 44,38 % |

|  | 47,21 % |

|  | 60,02 % |

|  | 63,96 % |

## Resultados

Resultados por circunscripción

| ← Elecciones al Parlamento Vasco de 2016 → | ← Elecciones al Parlamento Vasco de 2016 →                    | ← Elecciones al Parlamento Vasco de 2016 → | ← Elecciones al Parlamento Vasco de 2016 → | ← Elecciones al Parlamento Vasco de 2016 → | ← Elecciones al Parlamento Vasco de 2016 → | ← Elecciones al Parlamento Vasco de 2016 → | ← Elecciones al Parlamento Vasco de 2016 → |
| Candidatura                                | Candidatura                                                   | Sufragios                                  | Sufragios                                  | Sufragios                                  | Sufragios                                  | Escaños                                    | Escaños                                    |
| Candidatura                                | Candidatura                                                   | Votos                                      | %                                          | ± votos                                    | pp                                         | Dip.                                       |                                            |
| ------------------------------------------ | ------------------------------------------------------------- | ------------------------------------------ | ------------------------------------------ | ------------------------------------------ | ------------------------------------------ | ------------------------------------------ | ------------------------------------------ |
|                                            | Partido Nacionalista Vasco (EAJ-PNV)                          | 398 168                                    | 37,59                                      | +13402                                     | 2,98                                       | 28                                         | 1                                          |
|                                            | Euskal Herria Bildu (EH Bildu)                                | 225 172                                    | 21,26                                      | –52 751                                    | 3,74                                       | 18                                         | 3                                          |
|                                            | Elkarrekin Podemos (Podemos-Ezker Anitza-Equo Berdeak)        | 157 334                                    | 14,85                                      | +115391                                    | 11,08                                      | 11                                         | 11                                         |
|                                            | Partido Socialista de Euskadi-Euskadiko Ezkerra (PSE-EE-PSOE) | 126 420                                    | 11,93                                      | –86 389                                    | 7,21                                       | 9                                          | 7                                          |
|                                            | Partido Popular (PP)                                          | 107 771                                    | 10,17                                      | –22 813                                    | 1,58                                       | 9                                          | 1                                          |
|                                            |                                                               |                                            |                                            |                                            |                                            |                                            |                                            |
|                                            | Ciudadanos-Partido de la Ciudadanía (Cs)                      | 21 477                                     | 2,02                                       | Nuevo                                      | Nuevo                                      | 0                                          | 0                                          |
|                                            | Partido Animalista Contra el Maltrato Animal (PACMA/ATTKAA)   | 8589                                       | 0,81                                       | +4523                                      | 0,44                                       | 0                                          | 0                                          |
|                                            | Ganemos Euskadi (GE)                                          | 6049                                       | 0,57                                       | +3218                                      | 0,32                                       | 0                                          | 0                                          |
|                                            | Recortes Cero-Grupo Verde (R0-GV)                             | 2747                                       | 0,26                                       | Nuevo                                      | Nuevo                                      | 0                                          | 0                                          |
|                                            | Partido Familia y Vida (PFyV)                                 | 1836                                       | 0,17                                       | +1015                                      | 0,18                                       | 0                                          | 0                                          |
|                                            | Escaños en Blanco/Aulki Zuriak (EB/AZ)                        | 1288                                       | 0,12                                       | –10 192                                    | 0,90                                       | 0                                          | 0                                          |
|                                            | Vox (Vox)                                                     | 771                                        | 0,07                                       | Nuevo                                      | Nuevo                                      | 0                                          | 0                                          |
|                                            | Partido Comunista de los Pueblos de España (EK-PCPE)          | 466                                        | 0,04                                       | +24                                        | 0,00                                       | 0                                          | 0                                          |
|                                            | Ongi Etorri (OE)                                              | 374                                        | 0,03                                       | +273                                       | 0,02                                       | 0                                          | 0                                          |
|                                            | Partido Humanista de Euskadi-Euskadiko Humanistak (PH)        | 351                                        | 0,03                                       | –762                                       | 0,07                                       | 0                                          | 0                                          |
|                                            | Libertad Navarra-Libertate Nafarroa (LN)                      | 191                                        | 0,02                                       | Nuevo                                      | Nuevo                                      | 0                                          | 0                                          |
| Votos en blanco                            | Votos en blanco                                               | 6681                                       | 0,62                                       | –7959                                      | 0,68                                       | n/a                                        | n/a                                        |
| Votos válidos                              | Votos válidos                                                 | 1 065 685                                  | 100,00                                     | –60 715                                    | 5,70                                       | 75                                         | 75                                         |
| Votos nulos                                | Votos nulos                                                   | 4672                                       | 0,44                                       | –4496                                      | 0,37                                       | n/a                                        | n/a                                        |
| Votantes                                   | Votantes                                                      | 1 070 357                                  | 60,02                                      | Participación: · \| \| 60,02 % \| 3,90%    | Participación: · \| \| 60,02 % \| 3,90%    | Participación: · \| \| 60,02 % \| 3,90%    | Participación: · \| \| 60,02 % \| 3,90%    |
| Abstención                                 | Abstención                                                    | 713 062                                    | 39,98                                      | Participación: · \| \| 60,02 % \| 3,90%    | Participación: · \| \| 60,02 % \| 3,90%    | Participación: · \| \| 60,02 % \| 3,90%    | Participación: · \| \| 60,02 % \| 3,90%    |
| Electores                                  | Electores                                                     | 1 783 419                                  | 100,00                                     | Participación: · \| \| 60,02 % \| 3,90%    | Participación: · \| \| 60,02 % \| 3,90%    | Participación: · \| \| 60,02 % \| 3,90%    | Participación: · \| \| 60,02 % \| 3,90%    |
|                                            | 60,02 %                                                       |                                            |                                            |                                            |                                            |                                            |                                            |

1. ↑  Comparado con la suma de los votos obtenidos en 2012 por Izquierda Unida-Los Verdes-Ezker Anitza y Equo Berdeak-Euskal Ekologistak.
2. ↑  Coalición electoral de Ganemos, Partido de los Trabajadores de España y Hartos.org.[28]
3. ↑  Coalición electoral de Los Verdes-Grupo Verde (LV-GV), Partido Demócrata Social y Autonomista (PDSA) y Unificación Comunista de España (UCE).[29]

### Por territorios históricos
| Candidatura | Candidatura | País Vasco | País Vasco | País Vasco | País Vasco |        | Álava  | Álava | Álava | Álava   | Guipúzcoa | Guipúzcoa | Guipúzcoa | Guipúzcoa | Vizcaya | Vizcaya | Vizcaya | Vizcaya |
| Candidatura | Candidatura | Votos      | %          | Esc.       | +/–        | Votos  | %      | Esc.  | +/–   | Votos   | %         | Esc.      | +/–       | Votos     | %       | Esc.    | +/–     |         |
| ----------- | ----------- | ---------- | ---------- | ---------- | ---------- | ------ | ------ | ----- | ----- | ------- | --------- | --------- | --------- | --------- | ------- | ------- | ------- | ------- |
|             | EAJ-PNV     | 398 168    | 37,36%     | 28         | 1          | 42 327 | 28,01% | 8     | 1     | 117 260 | 34,09%    | 9         |           | 238 581   | 41,81%  | 11      |         |         |
|             | EH Bildu    | 225 172    | 21,13%     | 18         | 3          | 26 899 | 17,80% | 5     | 1     | 98 663  | 28,98%    | 8         | 1         | 99 610    | 17,46%  | 5       | 1       |         |
|             | EP          | 157 334    | 14,76%     | 11         | 11         | 24 339 | 16,11% | 4     | 4     | 48 800  | 14,19%    | 3         | 3         | 84 195    | 14,75%  | 4       | 4       |         |
|             | PSE-EE      | 126 420    | 11,86%     | 9          | 7          | 19 489 | 12,90% | 3     | 3     | 40 425  | 11,75%    | 3         | 2         | 66 506    | 11,65%  | 3       | 2       |         |
|             | PP          | 107 771    | 10,11%     | 9          | 1          | 27 877 | 18,45% | 5     |       | 24 776  | 7,20%     | 2         |           | 55 128    | 9,66%   | 2       | 1       |         |

## Diputados electos

### Álava
- PNV (8): Iñigo Urkullu, Jone Berriozabal, Estefanía Beltrán de Heredia (sustituida por Estíbaliz Larrauri), Luis Javier Tellería, Ana Isabel Oregi, Unai Grajales, Juan Carlos Ramírez-Escudero y Almudena Otaola (sustituida por Rakel Molina).
- PP (5): Alfonso Alonso, Javier de Andrés, Laura Garrido, Carmelo Barrio y María Carmen López de Ocáriz.
- EH Bildu (5): Miren Larrion, Mikel Otero, Eva López de Arroyabe, Josu Estarrona y Eva Blanco.
- Elkarrekin Podemos (4): Cristina Macazaga, Edurne García, José Ramón Becerra e Iñigo Martínez.
- PSE-EE (3): Natalia Rojo, Txarli Prieto y Gloria Sánchez.

### Guipúzcoa
- PNV (9): Joseba Egibar, Bakartxo Tejeria, Arantza Tapia (sustituida por Maialen Gurrutxaga), Kerman Orbegozo, Irune Berasaluze, Iñaki Agirre, Garbiñe Mendizabal (sustituida por Eva Juez), Luke Uribe-Etxebarria y Aitor Urrutia.
- EH Bildu (8): Maddalen Iriarte, Pello Urizar, Rebeka Ubera, Unai Urruzuno, Larraitz Ugarte, Nerea Kortajarena, Maider Otamendi y Oihana Etxebarrieta.
- Elkarrekin Podemos (3): María Pilar Zabala, Julen Bollain y Jon Hernández.
- PSE-EE (3): Susana Corcuera, Eneko Andueza y Rafaela Romero.
- PP (2): Borja Sémper y Juana de Bengoechea.

### Vizcaya
- PNV (11): Josu Erkoreka (sustituido por Begoña Otalora), Iñigo Iturrate, Josune Gorospe, Amaia Arregi, Jon Aiartza, Leixuri Arrizabalaga, Joseba Zorrilla, David Latxaga, Gotzone Sagardui (sustituida por Gorka Álvarez), Amaia Betolaza y Mikel Arruabarrena.
- EH Bildu (5): Jasone Agirre, Iker Casanova, Jone Goirizelaia, Julen Arzuaga y Leire Pinedo.
- Elkarrekin Podemos (4): Lander Martínez, Eukene Arana, Juan José Luis Uría y Tinixara Guanche.
- PSE-EE (3): Idoia Mendia, José Antonio Pastor y Alexia Castelo.
- PP (2): Antonio Damborenea e Inés Nerea Llanos.

## Investidura de los nuevos cargos

### Constitución del Parlamento Vasco
Una vez acreditados un tercio del total de parlamentarios, es decir, 25 de 75, la presidenta del Parlamento Vasco pudo convocar la sesión constitutiva de la nueva cámara. En dicha sesión, que se celebró el viernes 21 de octubre de 2016, se escogieron a los componentes de la mesa del Parlamento, que quedó configurada de la siguiente manera:
| Mesa del Parlamento Vasco |                      |          |
| Cargo                     | Titular              | Lista    |
| Presidenta                | Bakartxo Tejeria     | EAJ-PNV  |
| Vicepresidenta primera    | Eva Blanco de Angulo | EH Bildu |
| Vicepresidente segundo    | Txarli Prieto        | PSE-EE   |
| Secretario primero        | Iñigo Iturrate       | EAJ-PNV  |
| Secretaria segunda        | Cristina Macazaga    | EP       |

### Investidura del lendakari
El 24 de noviembre de 2016 Iñigo Urkullu fue reelegido lendakari, en segunda votación, al alcanzar la mayoría simple del Parlamento Vasco con los votos de los representantes de PNV y PSE-EE.
| Fecha                                                       | Voto                        |    |    |    |   |   | Total |
| ----------------------------------------------------------- | --------------------------- | -- | -- | -- | - | - | ----- |
| 23 de noviembre de 2016 Mayoría requerida: Absoluta (38/75) | Iñigo Urkullu (EAJ-PNV)     | 28 |    |    | 9 |   | 37/75 |
| 23 de noviembre de 2016 Mayoría requerida: Absoluta (38/75) | Maddalen Iriarte (EH Bildu) |    | 18 |    |   |   | 18/75 |
| 23 de noviembre de 2016 Mayoría requerida: Absoluta (38/75) | Abstención                  |    |    | 11 |   | 9 | 20/75 |
|                                                             |                             |    |    |    |   |   |       |
| 24 de noviembre de 2016 Mayoría requerida: Simple           | Iñigo Urkullu (EAJ-PNV)     | 28 |    |    | 9 |   | 37/75 |
| 24 de noviembre de 2016 Mayoría requerida: Simple           | Maddalen Iriarte (EH Bildu) |    | 18 |    |   |   | 18/75 |
| 24 de noviembre de 2016 Mayoría requerida: Simple           | Abstención                  |    |    | 11 |   | 9 | 20/75 |